# Закон о заштити жртава трговине људима и насиља из 2000.
Закон о заштити жртава трговине људима и насиља из 2000. (ТВПА) је савезни статут који је 2000. године усвојио амерички Конгрес и потписао председник Клинтон. Закон су касније поново одобрили председници Буш, Обама и Трамп. Поред своје применљивости на грађане САД, има могућност да одобри заштиту за имигранте без докумената који су жртве тешких облика трговине људима и насиља. 

## Историја
Закон о заштити жртава трговине људима је накнадно обновљен 2003., 2006., 2008. године (када је преименован у Закон о поновној ауторизацији за заштиту жртава трговине људима Виллиам Вилберфорцеа из 2008.). Закон је престао да важи 2011. 2013. године, као измена Закона о насиљу над женама, приложена је и усвојена целина Заштита жртава трговине људима. Постоје две одредбе које подносилац захтева мора да испуни да би добио погодности Т-визе . Прво, жртва трговине људима мора доказати/признати да је жртва тешког облика трговине људима, а друго мора бити део кривичног гоњења свог трговца људима. Овај закон се не примењује на имигранте који траже пријем у Сједињене Америчке Државе у друге сврхе имиграције.
Пошто закон налаже да подносилац представке постане део кривичног гоњења свог трговца људима, жртве трговине људима могу се плашити одмазде према себи или породици и стога служе као главна препрека појединцима који чак и разматрају пријаву. Закон садржи одредбе за заштиту оних који су категорисани као жртве трговине људима, пре свега због секса, шверца и облика експлоатације принудног рада.
ТВПА је омогућила успостављање Канцеларије Стејт департмента за праћење и борбу против трговине људима, која координира са страним владама у циљу заштите жртава трговине људима, спречавања трговине људима и кривичног гоњења трговаца људима.

## Амандмани

### Предложено
- Закон о правди за жртве трговине људима из 2013. године – овим предлогом закона у Трезору је успостављен Фонд за домаће жртве трговине људима у који ће се такве казне депоновати и који ће се користити у фискалној 2015.-2019. години за доделу грантова или унапређење програма за жртве у оквиру заштите жртава трговине људима Закон из 2000. године, Закон о поновном одобрењу заштите жртава трговине људима из 2005. године и Закон о жртвама злостављања деце из 1990. године.[4] Предлог закона је такође изменио Закон о заштити жртава трговине људима из 2000. године како би наложио министру за здравство и социјалне услуге Сједињених Америчких Држава (ХХС) да донесе одлуку, на основу веродостојних доказа, да покривена особа (тј. амерички држављанин или стални становник) је жртва тешког облика трговине људима.[4] Планирано је да се о њему гласа у Дому 20. маја 2014. године под суспензијом правила.[5]
- Закон о превенцији трговине људима – овај закон је захтевао редовну обуку и брифинге за поједино особље савезне владе како би подигли свест о трговини људима и помогли запосленима да уоче случајеве исте.[6][7]

## Одлуке
Председник Барак Обама је 27. септембра 2016. донео председничку одлуку о напорима страних влада у вези са трговином људима у складу са чланом 110 Закона о заштити жртава трговине људима из 2000. („Закон“) (22 УСЦ 7107).